# Madam Pheip

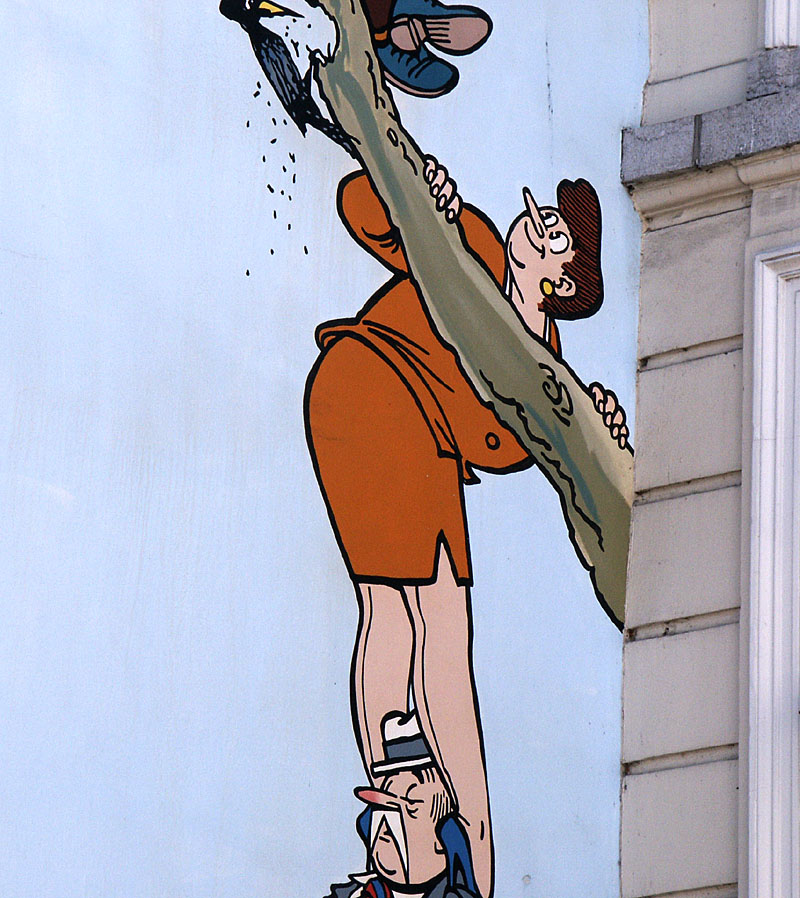
Stripmuur in Brussel.

Madam Pheip is een stripfiguur uit de Vlaamse stripserie De avonturen van Nero & Co, getekend door Marc Sleen. Ze is getrouwd met Meneer Pheip en samen hebben ze één kind: Clo-Clo. Madam Pheip adopteerde daarnaast ook twee kinderen; eerst Petoetje en later Petatje.

## Personage
Madam Pheip is een vrouw die voortdurend pijp rookt, zoals haar achternaam al impliceert. Ze rookt alleen tabak van het (sterke) merk fleur de matras (woordspeling op "fleur de Madras"). In de albums Moea-Papoea (1950), De Bronnen van Sing Song Li (1952), De Matras van Madras (1967) en Hannibal (1977) rookt ze zwaarder spul, zoals tropische slangenwortel, opium, Indische hennep,... waardoor ze gedrogeerd wordt of begint te hallucineren. Ze is zo'n ervaren pijprookster dat ze met de rook die ze uitademt rookgordijnen kan aanleggen. In Het Vredesoffensief van Nero (1951-1952) komen we te weten dat ze lid is van het V.V.V.P (Het Vlaams Verbond Van Verstokte Pijprokers). Haar tabakverslaving heeft ook een klein nadeel. Ze heeft er een spraakgebrek door ontwikkeld waardoor ze elke tien minuten even naar adem moet happen. In De Zesde Kabouter (1968) stopt ze een tijd met roken, maar niet voor lang. In De Kroon van Elizabeth (1992) probeert Adhemar haar via een bepaald soort lippenstift te laten stoppen met roken, maar dit mislukt.
Ze is breed gebouwd, sterk en vrij bazig, vooral tegen haar man. Meestal neemt zij de beslissingen in huis. In De Dolle Dina's (1970) is zij de enige vrouw die feministisch blijft na afloop van het verhaal. Meneer Pheip draagt ook haar achternaam, ook al is dit in strijd met de Belgische wetten rond gehuwde koppels. Ze slaat Meneer Pheip regelmatig in elkaar als hij aandacht zoekt bij andere vrouwen of wanneer hij haar beledigt. In De Terugkeer van Geeraard de Duivel (1983) houdt ze hem zelfs aan de ketting. Ze beschermt haar kinderen- ook haar adoptiekinderen- altijd alsof haar leven ervan afhangt. Madam Pheip houdt er erg van om te roddelen en te winkelen met Madam Nero, de vrouw van Nero. Maar ze liggen ook regelmatig in de clinch met elkaar. Toch leggen ze altijd hun onderlinge geschillen bij om aan het einde van het verhaal de traditionele wafelenbak te houden.

## Jeugd en familie
Over haar familieachtergrond weten we weinig. In De Hoorn des Overvloeds (1953-1954) vernemen we in strook 25 dat ze een oom heeft die Roger heet en ooit in Congo een olifant heeft geschoten. Nero gebruikt namelijk de ivoren slagtand van het dier om deze in de plaats te leggen van de Hoorn des Overvloeds en zo de Hoorn te stelen. Haar voornaam was onbekend tot het album "Windkracht 2000" (1999), waarin onthuld werd dat ze Katrien heet. In "De Adhemar Bonbons" (1989) krijgen we een beeld te zien van hoe ze er als kind moet hebben uitgezien.
In Moea-Papoea (1950) wil Papa Papoea met haar trouwen. In De Pijpeplakkers (1964-1965) worden zelfs alle mannen in Slobobavia verliefd op haar omdat ze nog nooit een vrouw hebben gezien. In De Rosse Rupsen (1972) brengt ze Papaver de gangster in vervoering. Sinds De Gladde Figaro (1991-1992) is Oscar Abraham Tuizentfloot ook verliefd op haar, al gaat ze niet in op zijn aanzoeken.

## Inspiratiebron
Marc Sleen baseerde Madam Pheip op een vrouw voor wie hij als kind altijd bang was. Het betrof een vrouw met de broek aan, die werkte in Sint-Niklaas in een wasserette. De vrouw stond daar altijd te stomen en te paffen om mannen uit te dagen.

## Debuut en verschijnen in de reeks
Madam Pheip maakte haar debuut in strook 40 van het stripalbum De Hoed van Geeraard de Duivel (1950), dat toen nog verscheen onder de naam De avonturen van detective Van Zwam. Ze rookt hier al pijp en is een dominante, ondernemende vrouw. Ze raadt Nero meteen aan om ook pijp te roken, gezien ze in haar jeugd ook door de Duivel geplaagd werd en hem zo op de vlucht wist te jagen. (De rook doet de Duivel namelijk aan de hel denken). In hetzelfde verhaal wil Pheip gaan trouwen met een rijke maharadja, maar ze ziet hier vanaf omdat ze erachter komt dat hij nog 83 andere vrouwen heeft in zijn harem.
In het opvolgende verhaal, Moea-Papoea (1950), adopteert Madam Pheip Petoetje, een zwart Papoeakindje afkomstig van het fictieve eiland Moea-Papoea. In het verhaal daarna, "De Zwarte Voeten" (1950), komt Madam Pheip een dan nog naamloze man tegen. Hij is de liberale burgemeester van de gemeente Moerbeke-Waas en tevens de directeur van een suikerfabriek in die gemeente. Als hij Madam Pheip ontmoet valt hij gelijk voor haar kordaatheid, en Madam Pheip valt voor hem én zijn geld. Aan het einde van dit album huwen ze.
Vijf verhalen later, in De Ring van Petatje (1952) adopteert Nero het weesmeisje Petatje. Eén verhaal later heeft Madam Pheip de adoptie overgenomen. Petatje en Petoetje worden hiermee Madam en Meneer Pheips eerste kinderen. Als in het verhaal De Zoon van Nero (1959) Nero en zijn vrouw hun zoon Adhemar krijgen is Madam Pheip de meter en haar man peter.
In De Groene Gravin (1975) krijgen Madam en Meneer Pheip zelf een kind: Claude Pheip, later voornamelijk "Clo-Clo" genoemd.
In de verhalen die in de jaren vijftig verschenen was Madam Pheip een prominent hoofdpersonage. Later in de reeks verdween ze meer naar de achtergrond, meestal omdat ze met haar gezin op reis gaat naar de Azurenkust.
Madam Pheip draagt meestal strakke mantelpakjes, naaldhakken en kousen met naad. In de oudste verhalen draagt ze ook een hoed met een veer. Later draagt ze deze hoed niet meer.
In Het Geheim van Bakkendoen (1957-1958), De Sluikslapers (1974) en De V-Machine (1979) ondergaat ze diverse pogingen om af te slanken, maar altijd krijgt ze weer haar oude figuur terug.
De woonst van de familie Pheip is niet vaak te zien doorheen de reeks, vooral in vroege albums. We weten dat ze in De Man Zonder Gezicht (1974) samen met Nero en zijn gezin in een hoeve gaan wonen. Ze verhuizen echter wanneer meneer Pheip in Het Kasteel der Zuchten (1980) voor een spotprijs een kasteel koopt, het kasteel van Zoetendaal. Dit verdwijnt nadien langzaam uit beeld. In Baraka (1986) blijken ze hier niet meer te wonen, wanneer Nero bij hen intrekt. In latere albums blijken ze in een huis aan de Louizalaan in Brussel te wonen. Dit huis is gebouwd volgens de jugendstil en bevat vele decoraties in de vorm van een pijp.

## Wetenswaardigheden
- In Sleens Nero-bewerking van Adam en Eva, De Ark van Nero (1953), is het Madam Pheip die in de verboden appel bijt, waardoor het paradijs verloren gaat.
- In De Hoorn des Overvloeds (1953-1954) wordt ze in goud veranderd. In het daaropvolgende album, De Gouden Vrouw (1954), wordt ze hierom naar Papland gebracht om weer de oude te worden.
- In het verhaal Mama Kali (1969) wordt Madam Pheip door een Afrikaanse tovenaar in een savanneolifant veranderd.
- In Allemaal Beestjes (1981) wordt ze in een haas veranderd.
- In verschillende verhalen komt Madam Pheip in aanraking met de tekenaar zelf, zoals in het verhaal De Gouden Patatten (1983). Hier zoekt ze Marc Sleen op in zijn huis en slaat hem een blauw oog, omdat hij detective Van Zwam heeft laten sterven.
- In de stripreeks Urbanus bezoekt Urbanus in het album Urbanus op Uranus Marc Sleen die net op dat moment Madam Pheip naschildert terwijl ze naakt poseert.
- In het Urbanusalbum De vergeten Willy spelen César en Eufrazie respectievelijk de rol van Marcel Kiekeboe en Madam Pheip.

## Referentie
1. ↑  Artikel "“Dagbladverschijnsel” Nero is 60 jaar" op stefflater.worldpress.com
2. ↑  "De Hoed van Geraard de Duivel" op stripspeciaalzaak.be. Gearchiveerd op 5 juni 2017. Geraadpleegd op 7 september 2023.